# 熊本国府高等学校
熊本国府高等学校（くまもとこくふ こうとうがっこう）は、熊本県熊本市中央区国府二丁目にある私立高等学校。

## 概要
- 運営法人
  - 学校法人泉心学園
- 設置学科
  - 普通科（普通コース・特進コース・アスリートコース）
  - ビジネス科（1年次アクティブビジネス・コンピュータビジネス・2・3年次マーケティング・フィナンシャル・コンピュータ）
  - 3年次　公務員コース
- 校長
  - 谷口 晋平

### 施設
- 管理棟 （2階建て）
- 教室棟 （4階建て）
- 北校舎 （2階建て）
- 体育館
- 駐輪場
- セミナーハウス（研修棟）
- トレーニングセンター
- 男子寮 （泉男子寮）
- 女子寮 （泉女子寮）
- 第一グラウンド（隣接）
- 第二グラウンド サッカー用（合志市）
- 第三グラウンド 野球用（合志市）

## 沿革
- 1941年（昭和16年）- 熊本商工会議所立「熊本女子商業学校」創立（熊本市出水町今578-1）
- 1948年（昭和23年）- 熊本女子商業高等学校となる。
- 1981年（昭和56年）- 現在地（熊本市中央区国府2丁目15－1）に移転
- 1994年（平成6年）- 普通科を設立、学校法人泉心学園「熊本国府高等学校」と改称。
- 1995年（平成7年）- 男女共学となる（2007年現在、男子の数が女子を上回っている）。
- 1998年（平成10年）- 第77回全国高等学校サッカー選手権大会初出場ベスト8
- 2001年（平成13年）- 全国高等学校総合体育大会バスケットボール競技大会女子準優勝。
- 2009年（平成21年）- 商業科と情報処理科を統合し「ビジネス科」を設置。それに伴い、特進コースやコンピュータービジネスコースなどの多数のコースが設置された。
  - 7月 - 全国高校野球選手権熊本大会ベスト4
- 2012年（平成24年）- 7月18日、県内で初めて高校生が運営するインターネットショッピングモール「国府まなびや」を開設
- 2013年（平成25年）- 第92回全国高等学校サッカー選手権大会出場（2回目）
- 2024年（令和6年）- 第96回選抜高等学校野球大会に初出場[1]

## 部活動一覧

### 運動部
- ★陸上競技部
- ★女子硬式野球部
- ★女子バレーボール部
- ★男子ハンドボール部
- ★女子ハンドボール部
- ★男子バスケットボール部
- ★女子バスケットボール部
- ★男子サッカー部
- ★男子硬式野球部
- ★ゴルフ部
- 水球部
- フットサル部
- エアロビック・チアダンス部
- バドミントン部
- 卓球部

★は強化指定部

### 文化部
- 美術部
- 茶道部
- 文芸部
- 華道部
- 料理部
- 英語部
- コーラス部
- 写真部
- 演劇部
- 珠算部
- ワープロ部
- 放送部
- バトン部
- 被服部
- 映画研究部
- 吹奏楽部
- 軽音楽部
- 吟詠剣詩舞部

### 同好会
- 動画同好会
- マナー同好会
- 漫画研究会
- パソコン同好会（PC同好会）
  - 地元、熊本を紹介するページ 熊本よかとこは特筆
- インターアクトクラブ
- 簿記同好会
- 囲碁将棋同好会
- マルチメディア研究会
- ボランティア同好会
- フットサル同好会

## 著名な卒業生
- 室山まゆみ（姉妹漫画家コンビ ※姉の眞弓、妹の眞里子とも）
- 甲斐麻美（女優、タレント）
- 山田善裕（トロンボーン奏者）
- 稲倉大輝（プロ野球選手）
- 大塚和征（サッカー選手）
- 杉山哲（サッカー選手）
- 西弘則（サッカー選手）
- 西森正明（サッカー選手）
- 藤本康太（サッカー選手）
- 六反勇治（サッカー選手）
- 小島圭巽（サッカー選手）
- 吉田舞（バスケットボール選手）
- 川端日菜子（バスケットボール選手）
- 竹原千賀（ハンドボール選手）
- 山口勇樹（ハンドボール選手）
- 福山真魚（陸上競技選手）
- 園田隼（陸上競技・マラソン選手）
- 大里桃子（プロゴルファー）
- 田中瑞希（プロゴルファー）
- 小貫麗　（プロゴルファー）
- 竹田麗央（プロゴルファー）
- 大城美南海（プロゴルファー）
- 奥山純菜（プロゴルファー）
- 奥山友梨（プロゴルファー）
- 宮﨑乙実（プロゴルファー）
- 野口彩未（プロゴルファー）
- 田中瑞希（プロゴルファー）
- 鬼塚貴理（プロゴルファー）
- 菊池花音（プロゴルファー）
- 菊池玲花（プロゴルファー）
- 小竹瑠奈（プロゴルファー）
- 山崎星　（プロゴルファー）

## 備考
- 学校公式ホームページは、総務省&九州総合通信局主催の九州ウェブサイト大賞2007優秀賞を受賞している。
- 高等学校には珍しく、学校の出来事を紹介するテレフォンサービスがある（休止中）。
- 校内には古代ハスの大賀ハスが育てられている。(毎年7月に一般人向けの大賀ハスを愛でる会が開かれている。）

## 交通アクセス

### 電車
- JR豊肥本線 新水前寺駅より徒歩10分

### 市電
- 熊本市電A系統・B系統 国府電停より徒歩10分

### バス
路線バス
- 出水中学前バス停より徒歩2分 （最寄り）

熊本都市バス「八王寺環状線（P0-0）(L0-0)」
- 国府バス停、水前寺駅通りバス停より徒歩10分

九州産交バス・熊本電鉄バス・熊本バス・熊本都市バス
市電通り系統 
- 画図道バス停より徒歩5分

熊本バス「江津団地線（L1-1）（L1-2）」「セイラタウン線(L2-1)（L2-2）」
熊本都市バス「八王寺環状線(P0-0)（Ｌ0-0）」・「子飼渡瀬線（F3-1）（F3-2）」
快速、特急、高速バス
- 水前寺公園前(市電通り)バス停より徒歩20分

熊本空港リムジンバス及び各都市間快速、特急、高速バス

## 周辺
- 熊本市総合体育館・青年会館
- 水前寺成趣園
- 水前寺江津湖公園